# Jurij Sełezniow
Jurij Ołeksandrowycz Sełezniow, ukr. Юрій Олександрович Селезньов (ur. 18 grudnia 1975) – ukraiński piłkarz, grający na pozycji pomocnika, a wcześniej napastnika.

## Kariera piłkarska

### Kariera klubowa
Wychowanek amatorskiego zespołu Awtomobilist Odessa. Pierwszy trener – B.Krajtman. W 1992 rozpoczął swoją piłkarską karierę w drugiej drużynie Czornomorca-2 Odessa. 19 września 1994 debiutował w składzie pierwszej drużyny Czornomorca w Wyższej Lidze w meczu z Wołynią Łuck. Latem 1997 został zaproszony do Szachtara Donieck. W 2000 wyjechał do Rosji, gdzie został piłkarzem Rostsielmaszu Rostów nad Donem. Latem 2001 powrócił do Ukrainy i podpisał kontrakt z Metałurhiem Donieck. Po zakończeniu kontraktu z donieckim klubem podtrzymywał formę sportową w amatorskim zespole Syhnał Odessa. Sezon 2003/04 spędził w Krywbasie Krzywy Róg, po czym przeszedł do Zakarpattia Użhorod. Na początku 2005 przeniósł się do Tawrii Symferopol. W rundzie wiosennej sezonu 2005/06 bronił barw Stali Dnieprodzierżyńsk. Następnie występował w rosyjskim klubie Spartak Niżny Nowogród, a potem powrócił do Odessy, gdzie bronił barw amatorskiego zespołu Digital Odessa. W 2007 zakończył karierę piłkarską.

## Sukcesy i odznaczenia

### Sukcesy klubowe
- wicemistrz Ukrainy: 1995, 1996, 1998, 1999, 2000
- brązowy medalista Mistrzostw Ukrainy: 2002, 2003

### Sukcesy indywidualne
- 9-14. miejsce w klasyfikacji strzelców Wyższej Ligi: 1998/99 (9 goli).